# Shuanglu, Heilongjiang
Shuanglu (kinesiska: 双录, 双录乡) är en sockenhuvudort i Kina. Den ligger i provinsen Heilongjiang, i den nordöstra delen av landet, omkring 210 kilometer norr om provinshuvudstaden Harbin. Antalet invånare är 22 321. Befolkningen består av 10 978 kvinnor och 11 343 män. Barn under 15 år utgör 13,0 %, vuxna 15-64 år 80 %, och äldre över 65 år 6,0 %.
Runt Shuanglu är det ganska tätbefolkat, med 149 invånare per kvadratkilometer. Närmaste större samhälle är Haibei, 15,8 km väster om Shuanglu. Trakten runt Shuanglu består till största delen av jordbruksmark.
Genomsnittlig årsnederbörd är 1 086 millimeter. Den regnigaste månaden är juli, med i genomsnitt 344 mm nederbörd, och den torraste är januari, med 9 mm nederbörd.